# エスタ帯広
エスタ帯広（ESTA OBIHIRO）は、北海道帯広市の北海道旅客鉄道（JR北海道）帯広駅構内（高架下）にある商業施設である。かつては帯広ステーションビル株式会社が運営していた。

## 歴史

### 帯広民衆駅の開業
駅舎の建設工事費を地元の民間企業などが出資して負担する代わりに駅舎内に店舗などを設置して営業した民衆駅の一つとして、1965年（昭和40年）に設立された「帯広ステーションビル株式会社」が、1966年（昭和41年）12月1日に鉄筋コンクリート造り地下1階地上3階建て延べ床面積9,471m2の帯広駅舎併設の「帯広ステーションビル」として開業したのが始まりである。
この民衆駅は、地下1階が商店街で2階から上に帯広ステーションホテルが入居するという形で営業を開始している。

### 立体交差事業に伴う移転と経営危機の発生
1996年（平成8年）11月24日、JR根室本線の帯広市連続立体交差事業の完成に伴い、鉄道高架駅下のJRが所有する土地・建物の地下と地上1階と2階の一部を借りて「帯広ステーションビル株式会社」が転貸する商業施設「エスタ帯広」として開業することになった。
しかし、中央部分が帯広駅の改札口で遮断されて東西に分かれたために来店客の動線が十分に機能し難いうえ、東館入り口正面の見通しも悪いなど、集客力に問題がある施設構造となってしまった。
そこに、東館前コンコースでの催事で入り口をふさぐなど大家であるJR北海道側の運営上の問題や、駅北側の地下駐車場建設工事の影響を受けるなど駅および周辺施設との連携の悪さによる集客力の問題も抱え込むことになり、テナントの売り上げに比例した変動家賃が主体の賃貸料が売り上げの不振で当初見込みを開業初年度から3億円強、率にして約50%も下回る状況に陥ることになった。
さらに、帯広市中心市街地自体の空洞化や景気悪化などの影響で開業前のテナント募集が順調に進まず、入居保証金や敷金の減免措置など出店条件を大幅に緩和してテナントを集めたことで、保証金が当初予定の5分の1に留まったことや、建設工事や営業コンサルタント費用、テナントへの移転補償などの移転に伴う設備投資が移転補償金の14億5,969万5,000円を上回る約17.8億円となったことなどの影響で「エスタ帯広」開業直後の1997年（平成9年）3月期決算で未払い金約3.2億円を抱えることになった。
高架化事業に伴う移転の際に、従来収入源だった帯広ステーションホテルの営業を終了したが、資金のほとんどを商業施設部分の移転に充てたことに加え、直営でのホテル事業を計画していたJR北海道の反対があったため、後継ホテルの運営を行わなかったことも経営悪化の要因となった。
さらに、従来の駅ビルの借地権を換地して新たな建物を建設すると2、3年の空白期間を生み、テナントへの休業補償がかさむとしてすぐに営業できる高架下への移転を選んだが、これにより借地権が消滅したため、借り入れの担保となる資産が無くなっていた。

### 帯広市とJR北海道の間の馴れ合いと無責任体制
ところが、「帯広ステーションビル株式会社」は帯広市とJR北海道に地元民間企業が出資する第三セクターで、馴れ合い的な経営構造となっていたことが裏目に出てテナントの敷金・保証金や家賃の減免、建設工事など各種契約の管理面にも問題が生じ、資金不足に陥って銀行借り入れを起こそうとするときになって初めて施設のみでは担保にならないことに気が付くような状態となっていた。
この経営危機に関しては、鉄道会館の12.0%と鉄道弘済会の11.7%、日本食堂の9.1%、北海道キヨスクの9.1%（2,000株）など、関連機関・会社を通じて発行株式の約40%強を持つ実質的な筆頭株主であると同時に大家でもあるJR北海道が計画策定時の主導権を握ったため、本来ならJRが負担すべき駅の設備となるような部分を負担してしまったことも一因になったとの指摘も出ている。
この経営問題は、1996年（平成8年）3月期に移転準備等の営業外費用を理由に1888万円の欠損など3期連続の損失で累積損失3182万円の債務超過に陥り、1997年（平成9年）2月に早くも帯広市とJR北海道に支援を求めるなど早くから表面化していた。
経営状態は新施設の開業で改善することはなく、1998年（平成10年）3月期には売上高が約1.52億円で経常損失約6876万円へとさらに悪化することになった。
こうした状況のさらなる悪化にもかかわらず、筆頭株主として23.6%の株式を保有する帯広市は、1998年（平成10年）6月9日に山口県下関市が破たんした第三セクターの債務処理に補助金を支出していたのは違法だとする住民訴訟で、当時の下関市長に対し補助金の全額返還を命じる一審判決が出されていたことから支援が困難となり、JR北海道も運輸省や大蔵省からの監査が厳しいことから出資は難しいとされるなど、再建支援の具体策は1998年（平成10年）6月11日の帯広市長・JR北海道社長・「帯広ステーションビル株式会社」会長・社長による4者会談でもまとまることはなかった。

### 自己破産の申請と再生
このように支援を受けられない状況が続いたため、「帯広ステーションビル株式会社」は1998年（平成10年）11月17日に自己破産の申請方針を発表して事実上破綻することになった。
この経営破綻の直接の要因は同日行われて即日結審した「エスタ帯広」の開業時の建設代金未払い金約1億8140万円の支払いを求める民事訴訟の影響であるが、同施設の開業以来JR北海道に対する家賃（年間4600万円）を一度も支払わなかったため同年10月末で約1.2億円の滞納となるなど、実態としては開業時から破綻状態にあった。
「帯広ステーションビル株式会社」の破綻後もテナントの営業は平常通り継続され、「テナントに退去を求める方針」と一部で報道されたJR北海道も退去は求めなかった。
自己破産の申請を受けた「帯広ステーションビル株式会社」の破産管財人とJR北海道との間で引き継ぐ場合の条件について協議した際に、JR北海道側が帯広市やその外郭団体などで施設の一部を活用することを希望したことから破産管財人がその旨を1999年（平成11年）1月に帯広市に伝え、同年2月16日までに帯広市と帯広商工会議所にJR北海道を加えた3者が共同で検討していくことになった。
この合意を受けて同月25日の債権者集会終了後に釧路地方裁判所帯広支部に内装設備買い取りとテナント引き継ぎの許可申請を提出して、同年4月1日から「エスタ帯広」はJR北海道の直営施設となることになった。
その後、東館1階に百円ショップ「キャンドゥ」など新店舗7店を入居させると共に、2階に十勝観光連盟やとかち物産センターなど十勝の観光情報と物産を集めた「とかち観光物産センター」のほか、パスポート窓口やパートバンクと高齢者就職相談室などの就労支援施設も設置される形で、2001年（平成13年）6月1日に新装開業した。
そして、翌月7月1日には東西にあった改札口を南北に移設することで中央の通路を開放して東館と西館を結んだ動線の改善も実現することになった。

## 店舗
店舗一覧は、公式ウェブサイトの「フロアガイド」を参照。